# San Francisco Film Critics Circle Awards 2017
16. ročník předávání cen San Francisco Film Critics Circle Awards se konal dne 10. prosince 2017. Nominace byly oznámeny dne 8. prosince 2017.

## Vítězové a nominovaní

### Nejlepší film
The Florida Project
- Uteč
- Tři billboardy kousek za Ebbingem
- Tvář vody
- Dej mi své jméno

### Nejlepší režisér
Guillermo del Toro – Tvář vody
- Greta Gerwig – Lady Bird
- Jordan Peele – Uteč
- Sean Baker – The Florida Project
- Christopher Nolan – Dunkerk

### Nejlepší adaptovaný scénář
James Ivory – Dej mi své jméno
- Scott Neustadter a Michael H. Weber – The Disaster Artist: Úžasný propadák
- Aaron Sorkin – Velká hra
- Virgil Williams a Dee Rees – Mudbound
- Brian Selznick – Okouzlení

### Nejlepší původní scénář
Jordan Peele – Uteč
- Emily V. Gordon a Kumail Nanjiani – Pěkně blbě
- Guillermo del Toro a Vanessa Taylor – Tvář vody
- Greta Gerwig – Lady Bird
- Martin McDonagh – Tři billboardy kousek za Ebbingem

### Nejlepší herec v hlavní roli
Andy Serkis – Válka o planetu opic
- Timothée Chalamet – Dej mi své jméno
- Gary Oldman – Nejtemnější hodina
- James Franco – The Disaster Artist: Úžasný propadák
- Daniel Kaluuya – Uteč

### Nejlepší herečka v hlavní roli
Margot Robbie – Já, Tonya
- Sally Hawkins – Tvář vody
- Frances McDormandová – Tři billboardy kousek za Ebbingem
- Saoirse Ronan – Lady Bird
- Annette Bening – Hvězdy neumírají v Liverpoolu

### Nejlepší herec ve vedlejší roli
Willem Dafoe – The Florida Project
- Sam Rockwell – Tři billboardy kousek za Ebbingem
- Richard Jenkins – Tvář vody
- Armie Hammer – Dej mi své jméno
- Michael Stuhlbarg – Dej mi své jméno

### Nejlepší herečka ve vedlejší roli
Laurie Metcalf – Lady Bird
- Holly Hunter – Pěkně blbě
- Allison Janney – Já, Tonya
- Meelisa Leo – Novitiate
- Lesley Manville – Nit z přízraků

### Nejlepší dokument
Visages, villages
- Jane
- Brimstone & Glory
- Město duchů
- Dawson City: Frozen Time

### Nejlepší cizojazyčný film
120 BPM
- Fantastická žena
- Frantz
- Čtverec
- Odnikud

### Nejlepší animovaný film
Coco
- Živitel
- LEGO Batman film
- S láskou Vincent
- Kimi no na wa.

### Nejlepší kamera
Roger Deakins – Blade Runner 2049 
- Hoyte van Hoytema – Dunkerk
- Dan Laustsen – Tvář vody
- Vittorio Storaro – Kolo zázraků
- Alexis Zabe – The Florida Project

### Nejlepší střih
Jonathan Amos a Paul Machliss – Baby Driver
- Lee Smith – Dunkerk
- Sidney Wolinsky – Tvář vody
- Joe Walker – Blade Runner 2049
- Michael Kahn – Akta Pentagon: Skrytá válka

### Nejlepší výprava
Paul D. Austerberry – Tvář vody
- Deenis Gassner – Blade Runner 2049
- Nathan Crowley – Dunkerk
- Mark Tildesley – Nit z přízraků
- Mark Friedberg – Okouzlení

### Nejlepší skladatel
Jonny Greenwood – Nit z přízraků
- Benjamin Wallfisch a Hans Zimmer – Blade Runner 2049
- Hans Zimmer – Dunkerk
- Alexandre Desplat – Tvář vody
- Michael Giacchino – Válka o planetu opic

### Speciální citace
Brimstone & Glory
- Columbus
- The Other Kids

### Ocenění Marlon Riggsové
Peter Bratt